# ヴィーナス賞
ヴィーナス賞（ヴィーナスしょう、Venus Award）は、1997年からベルリンで毎年授与されている、ポルノ映画の賞。
賞は約30の部門で選考され、トップレスのブルライディング、オイルレスリング、疑似的なライブセックスを含むライブストリップショーが催される。